# Daniel Joseph Meagher

Wappen von Daniel Joseph Meagher

Daniel Joseph Meagher (* 10. November 1961 in Sydney, Australien) ist ein australischer römisch-katholischer Geistlicher und Weihbischof in Sydney.

## Leben
Daniel Joseph Meagher studierte nach dem Abschluss des Jesuitenkollegs in Riverview zunächst an der Universität Sydney und erwarb 1984 den Bachelor in Wirtschaftswissenschaft sowie 1986 in Zivilrecht. Nach einigen Jahren der Tätigkeit als Rechtsanwalt trat er in das Priesterseminar des Erzbistums Sydney ein. Er schloss 1994 das Theologiestudium am St. Patrick’s College ab und empfing am 22. Juli 1995 in der Saint Mary’s Cathedral das Sakrament der Priesterweihe.
Neben Tätigkeiten in der Pfarrseelsorge war er von 1998 bis 2000 Diözesandirektor für die Berufungspastoral. 2001 wurde er Gründungspfarrer der Pfarrei Holy Spirit in Carnes Hill. Außerdem gehörte er dem Priesterrat und der Redaktion der diözesanen Wochenzeitung Catholic Weekly an. Neben seinen sonstigen Aufgaben erwarb er im Jahr 2006 an der Päpstlichen Universität Gregoriana das Lizenziat in Fundamentaltheologie. Von 2006 bis 2008 gehörte er zum Leitungsteam für die Vorbereitung des Weltjugendtags 2008. Außerdem war er in verschiedenen Funktionen in karitativen Institutionen tätig. Von 2008 bis 2012 war er Verantwortlicher für den Ständigen Diakonat im Erzbistum Sydney. In den Jahren 2012 und 2013 wurde er in das Bistum Wilcannia-Forbes entsandt, wo er Rektor der Kathedrale in Broken Hill war. Von 2014 bis 2020 war er Regens des Priesterseminars in Sydney und anschließend im ersten Halbjahr 2021 in der Obdachlosenseelsorge in Surry Hills tätig. Seit Juni 2021 war er Pfarradministrator der Allerheiligenpfarrei im Stadtteil Five Dock.
Papst Franziskus ernannte ihn am 18. November 2021 zum Titularbischof von Pocofeltus und zum Weihbischof im Erzbistum Sydney. Der Erzbischof von Sydney, Anthony Fisher OP, spendete ihm am 8. Dezember desselben Jahres die Bischofsweihe. Mitkonsekratoren waren der Bischof von Broken Bay, Anthony Randazzo, und der Erzbischof von Canberra-Goulburn, Christopher Prowse.